# Dominik Kovář
Dominik Kovář (1. srpna 1805 Veverská Bítýška – 27. ledna 1890 Veverská Bítýška) byl moravský a rakouský podnikatel a politik, během revolučního roku 1848 poslanec Říšského sněmu.

## Biografie
Vyučil se na obchodníka v Brně u kupce Wágnera. Potom pracoval jako účetní a obchodní vedoucí brněnské firmy Karel Stammer. Ve věku třiceti letech se vrátil do rodné Veverské Bítýšky, kde působil jako kupec a majitel zemědělského hospodářství. V podnikání se mu dařilo. Na devět let si pronajal panský dvůr v Kuřimi a vinopalnu v panství ve Veverské Bítýšce. Manželka mezitím vedla v Bítýšce obchod. Byl i veřejně aktivní. V letech 1837–1841 zasedal v obecním zastupitelstvu. V roce 1841 vyhořel jeho rodný dům čp. 6, postavil si pak dům čp. 122 naproti kostelu, kde si zřídil i obchod.
Během revolučního roku 1848 se zapojil i do politiky. Ve volbách roku 1848 byl zvolen na ústavodárný Říšský sněm. Zastupoval volební obvod Kuřim. Uvádí se jako obchodník a měšťan. Patřil ke sněmovnímu bloku pravice, do kterého náležel český politický tábor, Národní strana (staročeši).
Při zavedení moderní obecní samosprávy byl v roce 1850 zvolen za prvního starostu Bítýšky. Zasadil se o výstavbu nové radnice, mostu přes místní potok, výsadbu lesa na Mečkově a pořízení nové katastrální knihy. Úřad starosty vykonával do roku 1857, i po rezignaci ale zůstal členem obecního výboru. Byl také členem místního školního výboru a předsedou kostelního výboru. Zasloužil se o reformu lesního hospodaření. Lesní držba byla vyňata z majetku obce a rozdělena mezi osmdesát podílníků, kteří ustavili lesní společnost. V roce 1873 se Kovář stal předsedou její správní rady.
Zemřel v únoru 1890. Uvádí se tehdy jako šéf firmy Dominik Kovář, kupec, majitel nemovitostí a emeritní správce Veverského fondu kontribučenského. V jeho aktivitách v regionálních hospodářských orgánech pokračoval jeho syn Jan Kovář (narozený roku 1844, zemřel 1913), který se rovněž stal starostou obce.